# 금원사대가
금원사대가(金元四大家)는 한의학에서 중국의 금나라, 원나라 시대의 의학상의 4대학파이다. 동양의학의 발전에 있어서 이 시대에 이르러 의학쟁명의 풍조가 생겼다. 그 대표적인 학파로서 유완소, 장종정, 이고, 주진형파가 있다. 이들의 4대가의 학설은 당시와 후세의 동양의학에 지대한 영향을 주었다.